# Tobołów (Ukraina)
Tobołów (ukr. Тоболів) – wieś na Ukrainie w rejonie radziechowskim obwodu lwowskiego.

## Historia
Pod koniec XIX w. grupa domów i folwark wsi Suszno w powiecie kamioneckim.